# Anaulacodithella reticulata
Anaulacodithella reticulata es una especie de arácnido del orden Pseudoscorpionida de la familia Tridenchthoniidae.

## Distribución geográfica
Se encuentra en Nueva Caledonia.